# Thecla gundlachianus
Thecla gundlachianus är en fjärilsart som beskrevs av Bates 1935. Thecla gundlachianus ingår i släktet Thecla och familjen juvelvingar. Inga underarter finns listade i Catalogue of Life.